# Diogo Correia Valente
Diogo Correia Valente S.J. (em chinês:  華倫他, Lisboa, 1568 — Macau, 28 de outubro de 1633) foi um missionário jesuíta e bispo português.
Foi confirmado bispo de Funai em 1618. Chegou a Macau em 1619, onde acabou por permanecer, devido à perseguição aos cristãos no Japão, que tinha começado em 1614, quando o xogum Tokugawa Ieyasu expulsou os padres do Japão e proibiu o catolicismo. Em 1623, foi eleito governador do bispado pelo clero local, que se revoltou contra António do Rosário. Mas, em 1624, o arcebispo de Goa anulou a sua eleição. Para evitar conflitos, partiu para Goa e só regressou a Macau em 1630. Governou a Diocese de Macau como administrador apostólico de 1630 até 22 de outubro de 1633, quando morreu em Macau.